# Elección al Senado de los Estados Unidos en Nueva York de 1988
La elección al Senado de los Estados Unidos en Nueva York de 1988 se llevaron a cabo el 8 de noviembre de 1988. El actual senador demócrata estadounidense Daniel Patrick Moynihan ganó la reelección para un tercer mandato de manera aplastante, frente al candidato republicano Robert McMillan. McMillan, quien presentó un desafío de "bajo presupuesto" al senador de dos mandatos, fue en gran medida ignorado por Moynihan en la esfera pública.

## Primarias Demócratas

### Nominado
- Daniel Patrick Moynihan, senador estadounidense en ejercicio desde 1977.

## Primarias Republicanas
Se especuló que Lewis Lehrman, un hombre de negocios que perdió por poco ante Mario Cuomo en las elecciones para gobernador de 1982, se presentaria contra Moynihan. Sin embargo, no acabó presentando su candidatura al Senado. Sin ningún republicano importante dispuesto a desafiar a Moynihan, el partido aclamó al empresario Robert McMillan como su candidato.

### Nominado
- Robert R. McMillan, ejecutivo de negocios de Avon Products y asesor de la administración Reagan.[3]

## Elección general

### Resultados
Moynihan ganó la reelección con el 67,02% de los votos frente a otros seis candidatos.
|  | 64.68 % |

|  | 2.34 % |

|  | 67.02 % |

|  | 27.92 % |

|  | 3.13 % |

|  | 31.05 % |

|  | 1.07 % |

|  | 0.24 % |

|  | 0.22 % |

|  | 0.20 % |

|  | 0.19 % |

|  | 0 % |